# Marek Kubale
Marek Edward Kubale (ur. 2 lipca 1946 w Gdyni) – profesor Politechniki Gdańskiej na Wydziale Elektroniki, Telekomunikacji i Informatyki.

## Życiorys
Syn Witolda i Henryki. W 1969 obronił tytuł magistra, w 1975 doktorat, w 1998 został profesorem uczelnianym, w 2001 został mu nadany tytuł profesora zwyczajnego. Od 1969 roku pracuje na Wydziale ETI Politechniki Gdańskiej. Autor ponad 150 publikacji naukowych, w tym ponad 40 z listy JCR. Autor i współautor 6 książek (w tym jedna wydana w USA). Wypromował 21 doktorów. Recenzent kilkudziesięciu doktoratów, habilitacji i wniosków profesorskich. Zrecenzował kilkaset artykułów, wniosków o granty i innych prac naukowych. Kierował 22 grantami KBN/NCN (w tym MAESTRO). Zasiadał w redakcjach dwóch czasopism z listy JCR (Networks i Discussiones Mathematicae GT). Indeks Hirscha wynosi 13. Znajduje się na 50 miejscu najczęściej cytowanych pracowników PG.
Na Politechnice w latach 1990–1991 pełnił funkcje kierownika Zakładu Podstaw Informatyki, w latach 1991–2016 kierownika Katedry Podstaw Informatyki/Algorytmów i Modelowania Systemów, w 1999–2005 prodziekan WETI ds. Nauki oraz w latach 2010–2016 przewodniczący Rady Bibliotecznej Biblioteki Politechniki Gdańskiej. 
Zasiadał w redakcjach czasopism, takich jak: Networks (USA - czasopismo z listy filadelfijskiej), Elektroniczny Biuletyn Informatyki Teoretycznej (1994-2000), Discussiones Mathematicae – Graph Theory, Wydawnictwo PG (2000-2016), Decision Making in Manufacturing and Services.
Członek organizacji naukowych: Institute of Electrical and Electronics Engineers, American Mathematical Society, Institute of Combinatorics and its Applications, Komitet Informatyki PAN, Pomorski Komitet Okręgowy Olimpiady Informatycznej (przewodniczący), członek kapituły nagrody Open Mind. 
Zainteresowania: tenis, brydż. 

### Wybrane publikacje
- M. Kubale: Metody kolorowania grafów i ich zastosowania w wybranych problemach technicznych. ZNPG 417- Elektronika, Gdańsk 1988
- M. Kubale: Introduction to Computational Complexity. Wydawnictwo PG, Gdańsk 1994
- M. Kubale: Łagodne wprowadzenie do analizy algorytmów. Wydawnictwo PG, Gdańsk 1999 - 2024 (20 wydań - jest to najczęściej wznawiany skrypt specjalistyczny)
- Introduction to Computational Complexity and Algorithmic Graph Coloring. Gdańskie Towarzystwo Naukowe, Gdańsk 1998
- Kubale M. i inni: Optymalizacja dyskretna. Modele i metody kolorowania grafów. Wydawnictwa Naukowo-Techniczne, Warszawa 2002
- Kubale M. i inni: Graph Colorings. American Mathematical Society (USA), Rhode Island 2004[5][3]

### Nagrody i wyróżnienia
- Krzyż Oficerski Orderu Odrodzenia Polski[6]
- Nagroda MEN (1990, 1999, 2003)
- Zaproszenie do reprezentowania Polski w ramach European Concil Advanced Grants Panel PE 6A (2008)
- Nominacja Wydziału ETI do Nagrody Heweliusza, PG (2009)
- 39 nagród Rektora PG[3]